# Rétablissement de la hiérarchie épiscopale aux Pays-Bas
Le 4 mars 1853, la hiérarchie épiscopale aux Pays-Bas est officiellement rétablie par Pie IX, au travers de la lettre apostolique Ex qua die arcano (en). Ce rétablissement fait suite à la réforme constitutionnelle néerlandaise de 1848 qui le rend possible. 

## Réorganisation
Par la bulle Super Universas du 12 mai 1559, Philippe II obtient du pape Paul IV l'autorisation d'érection des nouveaux diocèses aux Pays-Bas espagnols. Utrecht devient archidiocèse avec comme suffragants les diocèses d'Haarlem-Amsterdam, Middelbourg, Deventer, Groningue-Leeuwarden et Leeuwarden. L'archidiocèse de Malines est également créé avec pour suffragants les diocèses de Ruremonde, Ypres, Bois-le-Duc, Bruges, Gand, et Anvers.

## Restriction
Après la révolte des gueux, les Pays-Bas du Nord forme les Provinces-Unies où le calvinisme est privilégié alors que le catholicisme est sévèrement restreint puis interdit dès 1573. En 1592, Rome crée la mission de Hollande pour remplacer l'ancienne province ecclésiastique d'Utrecht. La mission est dirigée en 1602 par un vicaire apostolique, Sasbout Vosmeer (en), (1548-1614) qui est exilé l'année suivante. Son successeur, Philippe Rovenius (1574-1651) connaîtra lui aussi l'exil en 1640, malgré le fait qu'ils aient œuvré discrètement. Après le bannissement du vicaire apostolique par les États généraux en 1717, cette fonction sera exercée depuis Bruxelles.
L’évêché de Bois-le-Duc est supprimé en 1629 par Frédéric-Henri d’Orange (1584-1647). Un vicaire apostolique est nommé par Rome en 1662 pour pallier la disparition de l’évêché. Après la persécution, les catholiques sont finalement tolérés, surtout dans les grandes villes, pourvu qu'ils ne professent pas ouvertement le catholicisme. Dans de nombreuses villes et villages, les catholiques ont des églises clandestines appelées schuilkerk (de l'extérieur, on ne voit pas que ce sont des églises).

## Prélude au rétablissement
La position de l'Église catholique aux Pays-Bas s'améliore quand la république batave déclare la séparation de l'Église et de l'État en 1796. Les différentes églises ont les mêmes droitsmais il existe toujours des restrictions comme le port d'un vêtement religieux en public et les cloches d'église qui sont interdits. 
Napoléon Ier résout un certain nombre de questions entre l'Église et l'État par le concordat de 1801. Par la bulle Qui Christi Domini du 29 novembre 1801, le pape Pie VII rattache le diocèse d'Anvers à l'archidiocèse de Malines, sauf la partie comprenant le Brabant-Septentrional qui est englobé dans le vicariat apostolique de Breda. Les diocèses de Bruges et d'Ypres sont supprimés et leur territoire sont unis au diocèse de Gand,.
Le diocèse de Ruremonde est également supprimé et divisé entre le diocèse de Liège et le diocèse d'Aix-la-Chapelle. L'évêque de Ruremonde, Jean Baptiste Robert van Velde de Melroy et Sart-Bomal renonce au diocèse mais comme 53 paroisses des doyennés de Cuijk et de Nimègue ne sont pas concernées par cette suppression car situées en République batave, l'évêque s'installe à Grave, au centre du district encore soumis à sa juridiction, pour gérer le vicariat apostolique de Grave (en),. Enfin le vicariat apostolique de Ravenstein-Megen (en) est créé pour les fidèles de la seigneurie de Ravenstein et du comté de Megen, qui dépendent de la république batave sans en faire partie, et qui ont donc pu rester catholiques.
Guillaume Ier, souverain du royaume uni des Pays-Bas, applique en 1812 le décret d'extinction (uitstervingsbesluiten) qui empêche les monastères d'accepter de nouveaux membres, l'objectif ultime étant l'élimination des ordres monastiques. Cette prise de décision concerne les monastères contemplatifs, supposés sans intérêt public. Les congrégations apostoliques sont autorisés à poursuivre leur œuvre. Cette distinction est précisée quelques années plus tard dans deux arrêtés royaux de 1818 (9 mars et 11 mai). Elles sont tolérées jusqu'en 1827 où la décision est prise de ne plus autoriser les congrégations enseignantes.
En 1827, Guillaume Ier conclut un concordat avec le pape Léon XII qui prévoit la création deux diocèses dans le nord des Pays-Bas, le diocèse de Bois-le-Duc et l'archidiocèse d'Amsterdam et la restauration du diocèse de Brugesmais le roi n'appliquera jamais ces accords.
Lorsque le traité des XXIV articles établit en 1839 une frontière entre le royaume de Belgique et le royaume des Pays-Bas, le Limbourg néerlandais devient le vicariat apostolique de Limbourg dirigé par Joannes Paredis (nl),.

## Restauration complète
Guillaume II fait adopter une constitution libérale en 1848 plus favorable envers les catholiques. Les catholiques peuvent construire des églises à la place des églises clandestines, des instituts de formation pour les prêtres sont fondés et la vie religieuse peut renaître. Les premiers journaux et magazines catholiques sont également crées.
Le pape Pie IX met fin à la mission de Hollande et rétablit officiellement la hiérarchie épiscopale le 4 mars 1853 par la lettre apostolique Ex qua die arcano. Les vicariats apostoliques sont dissous et remplacés par un archidiocèse à Utrecht avec quatre diocèses suffragants (Haarlem, Bois-le-Duc, Breda et Ruremonde). Les diocèses de Groningen-Leeuwarden et de Rotterdam sont fondés plus tard en 1956. Ce rétablissement de la hiérarchie épiscopale conduit à la manifestation du mouvement d'avril (nl) en 1853.